# Aleksandr Goedicke
Aleksandr Fjodorovitsj Goedicke (ook wel Gedicke of Gedike) (Russisch: Александр Фёдорович Гедике) (Moskou, 4 maart 1877 – aldaar, 9 juli 1957) was een Russisch componist, pianist en organist.

## Levensloop
Zijn eerste lessen kreeg hij van zijn vader, die pianoles gaf aan het Moskou Conservatorium en organist was in een van de kerken in Moskou. Zijn formele studie begon in 1891 toen hij zelf aan het conservatorium ging studeren bij Galli, Pabst, een oud-leerling van Liszt, en Salonof. Voor compositie kreeg hij les van Sergej Tanejev en Anton Arenski.
In 1898 studeerde hij af en al in 1900 won hij de Anton Rubinstein-competitie met zijn Concertstück voor piano en orkest, een werk waarvan de bladmuziek tegenwoordig moeilijk te krijgen is. Het stuk is pas voor het eerst uitgebracht op cd in 1996 door Stephen Coombs voor Hyperion. In 1909 (in andere naslagwerken worden de jaartallen 1903 en 1907 vermeld) werd hij benoemd als leraar piano aan het Conservatorium van Moskou en in 1920 ging hij ook orgellessen en ensemblespel geven. Hij hield die functies tot zijn overlijden.
In 1940 werd hij onderscheiden met een eredoctoraat in de kunstwetenschappen.
Goedicke, een neef van Medtner, was een voortreffelijk organist. Hij speelde alle orgelwerken van Bach en nam er ook een paar op.
Hij schreef verder een viertal opera's, een cantate Hulde aan de sovjetpiloten, drie symfonieën, kamermuziek (waaronder een -nog steeds- populaire concert-etude voor trompet en piano), sonates, talrijke pianostukken en bewerkingen van Russische volksliederen. Zijn stijl was net als die van Medtner nogal Duits georiënteerd maar heeft ook onder invloed gestaan van Chopin en Skjrabin. Hij was zeer geliefd bij de Sovjet-autoriteiten. Hij schreef in de stijl die de Sovjet-leiding ideaal achtte.

## Werken (selectie)
- Opera's: Virinea, Driving the Railway Engine, The Jacquerie and Moving Thought;
  - Suite uit opera Virinea: The Gallische Invasie;
- Cantate: Hulde aan de Sovjetpiloten
- 3 symfonieën;
  - nr. 1 in f-mineur;
  - nr. 2 in A-majeur;
  - nr. 3 Op. 30 (1922)
- strijkkwartetten, pianokwintet, pianotrio
- Vioolsonate nr. 1 en anderen
- Kleine stukjes voor piano op. 6
- Dramatische ouverture voor groot orkest op. 7
- 10 Miniaturen voor piano opus 8 (uitgegeven 1931)
- Concertstuk in bes-mineur voor piano en orkest op. 11 (1900)
- Prelude voor trompet, harp, orgel en strijkers op. 24
- Oorlog; (uit het dagboek van een dode soldaat) op. 26 voor orkest
  - Introductie, In de loopgraven, Aanval, Stilte, Begrafenismars, Slag, Einde (Eerste Wereldoorlog)
- Prelude en figa voor orgel op.34
- Concerto voor Orgel en kamerorkest op. 35 (1927)
- Concert voor orgel en orkest (1929)
- Hoornconcert in f mineur op. 40
- Trompetconcert in bes-mineur op. 41 (1930)
- Concertetude in g-mineur voor trompet op. 49 (1948)
- Stukken voor orgel op.84
- The Comedian
- liederen
- improvisatie voor trombone
- Koraal en variaties voor orgel